# New Kent
New Kent è un census-designated place (CDP) degli Stati Uniti d'America, situato nello stato della Virginia, nella contea di New Kent, della quale è il capoluogo.